# 絕對真空
絕對真空（英語：Absolute vacuum），亦作完美真空（Perfect vacuum），是指一個理论上沒有任何物質的封闭的空间，是一种理論上理想的真空狀態（氣壓＝0），以目前的科技尚難達到。
在壓力測量領域，由於現代許多高精密度的產品在製造過程中的某些階段必需使用程度不一的真空才能製造，絕對真空是真空技術中按照壓力的高低而區分的五個級別的最高級別，內裡只有0 Torr，比其次一級的超高真空（Ultra-High Vacuum）所要求的10−7 Torr以下還要嚴謹。
另外，在古典電磁學的定義，完美真空是電磁效應的一個標準參考媒介，所以亦有作者把這種真空狀態稱為「古典真空」，以與量子力學其他有關真空的術語如「量子電動力學真空」（QED vacuum）或「量子色動力學真空」（QCD vacuum）等透過可以產生短暫的虛粒子密度和相對介電常數與相對磁導率兩項並不統一的真空波動環境區分。

## 參看
- 真空
- 真空狀態 - 電磁學